# اشلی بیز
اشلی بیز (انگلیسی: Ashley Bayes؛ زادهٔ ۱۹ آوریل ۱۹۷۲) بازیکن فوتبال اهل بریتانیا است.
از باشگاه‌هایی که در آن بازی کرده‌است می‌توان به باشگاه فوتبال بوهمیان، باشگاه فوتبال کراولی تاون، باشگاه فوتبال هورنچورج، باشگاه فوتبال ووکینگ، باشگاه فوتبال تورکی یونایتد، باشگاه فوتبال ای‌اف‌سی ویمبلدون، باشگاه فوتبال اکستر سیتی، باشگاه فوتبال استیونج، باشگاه فوتبال بیزینگ‌استوک تاون، باشگاه فوتبال برنتفورد، باشگاه فوتبال گرایس اتلتیک، و باشگاه فوتبال لیتون اورینت اشاره کرد.
وی همچنین در تیم‌های ملی فوتبال England national youth football team و زیر ۱۸ سال انگلستان بازی کرده‌است.